# Điểm nóng Hawaii
Điểm nóng Hawaii là một điểm nóng núi lửa nằm gần Quần đảo Hawaii cùng tên, ở phía bắc Thái Bình Dương. Là một trong những điểm nóng nổi tiếng và được nghiên cứu kĩ lưỡng nhất trên thế giới, chùm manti Hawaii chịu trách nhiệm cho sự kiến tạo của Chuỗi núi ngầm Hawaii-Emperor, một chuỗi núi lửa dài hơn 5.800 kilomet (3,600 mi). Bốn trong số những núi lửa này vẫn đang hoạt động, hai đang không hoạt động, và hơn 123 ngọn núi đã biến mất, nhiều trong số đó đã bị hạ xuống bên dưới mặt nước biển do ăn mòn, trở thành núi ngầm và rạn san hô vòng. Chuối núi lửa kéo dài từ phía nam đảo Hawaiʻi tới rìa Aleutian Trench, gần rìa phía đông của Nga.
Trong khi hầu hết núi lửa được tạo thành bởi hoạt động địa chất tại ranh giới mảng kiến tạo, điểm nóng Hawaii nằm ở vị trí xa các ranh giới mảng. Giả thuyết điểm nóng cổ điển, lần đầu được đề xuất vào năm 1963 bởi John Tuzo Wilson, đề xuất rằng một chùm manti cố định, duy nhất dựng nên những núi lửa mà khi đó, bị cắt khỏi nguồn bởi sự chuyển động của Mảng Thái Bình Dương, đã trở nên ngày càng im lìm và sau cùng thì xói mòn xuống dưới mực nước biển qua hàng triệu năm. Theo giả thuyết này, chỗ cong gần 60° nơi đoạn Emperor và đoạn Hawaii giao nhau bị gây ra bởi một sự chuyển dịch đột ngột trong chuyển động của Mảng Thái Bình Dương. Vào năm 2003, các cuộc điều tra mới của sự bất thường này đã dẫn tới đề xuất về một giả thuyết điểm nóng di động, gợi ra rằng các điểm nóng là di động chứ không cố định, và rằng chỗ cong 47 triệu năm tuổi bị gây ra bởi một sự chuyển dịch trong chuyển động của điểm nóng thay vì của mảng.